# 24928 Susanbehel
24928 Susanbehel este un asteroid din centura principală de asteroizi.

## Descriere
24928 Susanbehel este un asteroid din centura principală de asteroizi. A fost descoperit pe 3 aprilie 1997 la Socorro, New Mexico, în cadrul proiectului LINEAR. Asteroidul prezintă o orbită caracterizată de o semiaxă mare de 2,40 ua, o excentricitate de 0,25 și o înclinație de 7,6° în raport cu ecliptica.